# Hovmästarbiff
Hovmästarbiff är en sorts biff som innehåller köttfärs (vanligen från nötkreatur), gul lök, potatismjöl, mjölk och diverse kryddor. Hovmästarbiff är en vanlig maträtt i Småland och äts vanligen med potatis, gräddsås och lingon.